# Richard Linklater
Richard (Rick) Linklater (Houston, 30 juli 1960) is een Amerikaans filmregisseur, scenarioschrijver en acteur.

## Carrière
Samen met Lee Daniel, met wie hij regelmatig samenwerkte, richtte Linklater in 1985 de Austin Film Society op. Hij wordt om die reden gezien als een van de drijvende krachten achter de ontwikkeling van de stad Austin tot centrum voor de productie van onafhankelijke films. In de eerste jaren van zijn carrière maakte Linklater, die autodidact is op het gebied van de cinematografie, een aantal korte films die vooral gericht waren op het experimenteren met verschillende filmtechnieken. Zijn eerste speelfilm, It's Impossible to Learn to Plow by Reading Books, nam hij op met een Super 8-camera. Die film, die overigens nooit breed werd gedistribueerd, had al een aantal belangrijke kenmerken van de typische filmstijl waar Linklater naderhand om bekend werd, zoals weinig beweging van de camera en een beperkte verhaallijn.
Hoewel hij binnen de cultscene bekendheid verwierf door zijn onafhankelijke films als Dazed and Confused, Waking Life en A Scanner Darkly, kreeg hij bredere erkenning voor zijn mainstream komische films als School of Rock en de remake van Bad News Bears.
In 2005 werd Linklater genomineerd voor een Academy Award voor beste aangepaste script voor zijn film Before Sunset. Tien jaar eerder, in 1995, had hij voor zijn film Before Sunrise al een Zilveren Beer voor de beste regie gewonnen op het filmfestival van Berlijn. Deze twee films vormen samen met het in 2013 uitgebrachte Before Midnight een trilogie.
In 2014 kwam Boyhood uit, een film waarvoor gedurende 12 jaar opnamen gemaakt werden.

## Filmografie

### Als regisseur
- Woodshock (korte film) (1985)
- It's Impossible to Learn to Plow by Reading Books (1988)
- Slacker (1991)
- Dazed and Confused (1993)
- Before Sunrise (1995)
- SubUrbia (1996)
- The Newton Boys (1998)
- Waking Life (2001)
- Tape (2001)
- Live from Shiva's Dance Floor (2003)
- School of Rock (2003)
- Before Sunset (2004)
- Bad New Bears (2005)
- Fast Food Nation (2006)
- A Scanner Darkly (2006)
- Inning by Inning: A Portrait of a Coach (2008)
- Bernie (2011)
- Before Midnight (2013)
- Boyhood (2014)
- Everybody Wants Some!! (2016)
- Last Flag Flying (2017)
- Where'd You Go, Bernadette (2019)
- Apollo 10 1⁄2: A Space Age Childhood (2022)
- Hit Man (2023)
- Blue Moon (2025)
- Nouvelle Vague (2025)

### Als scriptschrijver
- It's Impossible to Learn to Plow bij Reading Books (1988)
- Slacker (1991)
- Dazed and Confused (1993)
- The Newton Boys (1998)
- Waking Life (2001)
- Before Sunset (2004)
- Fast Food Nation (2006)
- A Scanner Darkly (2006)
- Boyhood (2014)
- Everybody Wants Some!! (2016)
- Hit Man (2023)

Woodshock (1985) · It's Impossible to Learn to Plow by Reading Books (1988) · Slacker (1990) · Dazed and Confused (1993) · Before Sunrise (1995) · SubUrbia (1996) · The Newton Boys (1998) · Waking Life (2001) · Tape (2001) · Live from Shiva's Dance Floor (2003) · School of Rock (2003) · Before Sunset (2004) · Bad New Bears (2005) · Fast Food Nation (2006) · A Scanner Darkly (2006) · Inning by Inning: A Portrait of a Coach (2008) · Me and Orson Welles (2008) · Bernie (2011) · Before Midnight (2013) · Boyhood (2014) · Everybody Wants Some!! (2016) · Last Flag Flying (2017) · Where'd You Go, Bernadette (2019) · Apollo 10 1⁄2: A Space Age Childhood (2022) · Hit Man (2023) · Blue Moon (2025) · Nouvelle Vague (2025)
- Biblioteca Nacional de España: XX1163562
- Bibliothèque nationale de France: cb141161375 (data)
- Catàleg d'autoritats de noms i títols de Catalunya: 981058519874006706
- CiNii: DA15734019
- Gemeinsame Normdatei: 122101707
- International Standard Name Identifier: 0000 0001 1456 0322
- Library of Congress Control Number: n92013007
- Nationale Bibliotheek van Letland: 000334318
- MusicBrainz: 59a0bc92-f0fc-41ff-ab8a-7a9d500d525e
- Nationale Bibliotheek van Tsjechië: jx20050419035
- Nationale Bibliotheek van Israël: 987007445385205171
- Nationale Bibliotheek van Polen: a0000002887058
- Nederlandse Thesaurus van Auteursnamen: 145916324
- SNAC: w6zw2br7
- Système universitaire de documentation: 118038338
- Union List of Artist Names: 500257624
- Virtual International Authority File: 119455239
- WorldCat: E39PBJw8XRfcbT9kdhBVhvrrMP